# لماذا هو؟
لماذا هو؟ (بالإنجليزية: ?Why him)‏ هو فيلم أمريكي كوميدي صدر عام 2016 من بطولة جيمس فرانكو وبراين كرانستون.

## قصة الفيلم
تقع شابة في حب صديقها غريب الأطوار ولكن هناك مشكلة حيث أن والداها لايحبان صديقها، فتحدث بعض الأحداث الطريفة بينهم محاولا اثبات نفسه وجعل والداها يحبانه.

## وصلات خارجية
- لماذا هو؟ على موقع IMDb (الإنجليزية)
- لماذا هو؟ على موقع ميتاكريتيك (الإنجليزية)
- لماذا هو؟ على موقع روتن توميتوز (الإنجليزية)
- لماذا هو؟ على موقع نتفليكس (الإنجليزية)
- لماذا هو؟ على موقع قاعدة بيانات الأفلام العربية
- لماذا هو؟ على موقع ألو سيني (الفرنسية)
- لماذا هو؟ على موقع أول موفي (الإنجليزية)
- لماذا هو؟ على موقع بوكس أوفيس موجو (الإنجليزية)
- لماذا هو؟ على موقع فيلمافينيتي (الإسبانية)
- لماذا هو؟ على موقع قاعدة بيانات الفيلم (الإنجليزية)